# Perfect Man
Perfect Man è il terzo album del gruppo musicale power metal tedesco Rage, pubblicato nel 1988 dalla Noise Records.

## Edizioni
Esistono 2 edizioni diverse di Perfect Man: l'edizione standard e quella rimasterizzata del 2002 con 5 tracce in più e una copertina diversa.

## Tracce
1. Wasteland - 03:26 (P Wagner)
2. In the Darkest Hour - 03:17 (P Wagner)
3. Animal Instinct - 03:48 (M Schmidt, P Wagner)
4. Perfect Man - 03:35 (P Wagner)
5. Sinister Thinking - 03:18 (M Schmidt, P Wagner)
6. Supersonic Hydromatic - 03:34 (M Schmidt, P Wagner)
7. Don't Fear the Winter - 03:27 (P Wagner)
8. Death in the Afternoon - 03:56 (P Wagner)
9. A Pilgrim's Path - 04:27 (P Wagner)
10. Time and Place - 04:15 (M Schmidt, P Wagner)
11. Round Trip - 03:25 (M Schmidt, P Wagner)
12. Between the Lines - 03:18 (M Schmidt, P Wagner)
13. Symbols of Our Fear - 03:36 (P Wagner)
14. Neurotic - 03:02 (P Wagner)

Remastered Bonus Tracks
1. Shame on You (Live)(originally released on "Power of Metal" in 1994)- 04:30 (M Schmidt, P Wagner)
2. Don't Fear The Winter (Live)(originally released on "Power of Metal" in 1994) - 03:56 (P Wagner)
3. Certain Days (Live)(originally released on "Power of Metal" in 1994) - 05:32 (P Wagner)
4. Last Goodbye - 04:22 (P Wagner)
5. Not Forever (Acoustic) - previously unreleased - 04:06 (P Wagner)

## Formazione
- Peter Wagner - voce, basso
- Manni Schmidt - chitarra
- Chris Efthimiadis - batteria